# Сражение под Ставучанами
Сражение под Ставучанами — эпизод русско-турецкой войны 1735—1739 годов. Турецкая армия была разбита русскими войсками под командованием генерал-фельдмаршала Бурхарда Миниха. Следствием сражения стала сдача турками Хотина.

## Численность и состав армий сторон

### Турецкая армия
Для отражения наступления русской армии главнокомандующий турецкой армией Вели-паша сосредоточил на позициях при Ставучанах все войска, которые мог собрать в регионе, включая хотинский гарнизон. Армия достигала размера в 70 000—90 000 человек в составе: 15 000—20 000 янычар, 8000—20 000 спахов и сербеджей, 7000 липканов и 40 000—50 000 крымских татар. Артиллерия армии состояла из 70 орудий.

### Русская армия
Русская армия насчитывала 61 000 человек при 250 орудиях, включая 85 полевых. Около 5 % личного состава армии были больны и не принимали участия в битве. Значительную часть составлял нестроевой элемент, который находился при огромном обозе армии. В самом сражении «при ружье в строю» участвовало 48 000 человек: 40 000 регулярных войск и 8000 иррегулярных. Из артиллерии в бою принимали участие полевые орудия и гаубицы.

## Ход сражения
Миних с главными силами прошёл через Польшу, пересёк верховья Буга и Днестра, а затем и Прут. Вели-паша в свою очередь, дождавшись, когда Миних зайдёт вглубь территории Османской империи, отправил крымскотатарскую конницу в тыл русской армии, стараясь окружить войска противника. Турецкую кавалерию главнокомандующий разместил на флангах своей армии. Таким образом, для обороны основных позиций, растянутых на 5 верст, Вели-паша оставил около 20 000 человек. Для обеспечения наилучшей обороны паша сконцентрировался на обороне западной части своих позиций, непосредственно прикрывавших дорогу на Хотин. Для организации обороны турки на этом направлении построили 11 батарей, вооруженных 60-ю мортирами и пушками, и соорудили тройную линию окопов. Окопы правым флангом примыкали к деревне Недобоевцы и имели протяженность в 3 версты. Последние работы на окопах производились уже в ночь на 28 августа, когда в район уже вышла русская армия. В результате левый участок окопов, протяженностью в 2 версты, вообще не был занят турецкими войсками.
Русская армия вечером 27 августа вышла к реке Шуланец, где встала лагерем. Произведя разведку, граф Миних убедился, что его армия плотно окружена. В тылу и с флангов русских окружали крымские татары и турецкая конница. Впереди Миних имел 20 000 турецкой пехоты, которая «в гористых местах, которыя и без того собой весьма крепки и авантажны, положением весьма сильно ошанцевалась». Но одновременно фельдмаршал отметил, что «неприятель пред своим правым крылом, против коего наша армия стояла, работу ретраншаментов и батарей продолжал, а левое крыло, которое, хотя и на авантажном месте, однако, не ошанцовано было».
Взвесив сложившуюся ситуацию, осознавая неудачное расположение своего лагеря, который подвергался артиллерийскому обстрелу и нападениям конных отрядов противника, нехватку дров и фуража, невозможность обходного манёвра, граф Миних «взял резолюцию 17-го числа на неприятеля в его лагерь напасть», сконцентрировав удар по левому флангу противника. Этому способствовало и настроение войск, которые, по признанию графа, «показывали почти неслыханную к баталии охоту и весьма желали, чтобы к неприятелю как наискорее приблизиться». По составленному плану сражения, часть армии должна была произвести отвлекающий манёвр на правом фланге противника, а остальная армия — нанести главный удар по левому флангу. Для отвлекающего манёвра был назначен отряд генерал-лейтенанта Густава Бирона в составе гвардии, двух драгунских, трёх пехотных полков и некоторого числа иррегулярных войск, общей численностью в 9000 человек, при 4-х гаубицах и 30 пушках.
Рано утром 28 августа отряд Густава Бирона, изображая авангард всей армии, переправился через речку и встал на небольшой высоте против расположения кор-де-баталии в двух верстах от позиций противника. Генерал построил отряд в трёхстороннее каре с длинным, в 800 шагов, передним фасом и короткими, в 300 шагов, боковыми фасами, примкнув их к реке. Гаубицы были расположены внутри каре, перед которым была выставлена остальная артиллерия. После этого завязалась артиллерийская дуэль. Дуэль продолжалась до полудня, но была малоэффективна. Так, турецкие артиллеристы, произведя 100 выстрелов, смогли только ранить одну русскую лошадь. Все это время основная часть армии стояла «в ружьё», изображая готовность выдвинуться следом за авангардом. Ожидая скорой атаки, Вели-паша, поверив в намерение русских атаковать его правый фланг, начал сосредотачивать здесь свои основные войска. Одновременно турки срочно начали строить дополнительные укрепления на этом направлении. Колчак-паша, стараясь помешать переправе армии Миниха, атаковал её левый фланг и стоявших здесь донских казаков.
В полдень фельдмаршал Миних приказал всей армии повернуть вправо и выдвинуться к месту слияния реки Шуланец и ручья, впадавшего около деревни Долина. Отряд генерала Густава Бирона развернулся и переправился обратно через реку, заняв свои места в боевом порядке армии. Такие манёвры Вели-паша принял за отступление русских и даже послал в Хотин известие о победе. Скоро турки осознали свою ошибку и начали переброску войск на левый фланг, где начали возведение новых батарей. Генж-Али-паша и Колчак-паша пытались конницей атаковать армию противника на переправе, где русским, перейдя реку, приходилось подниматься на невысокий, но крутой берег. Для противодействия атакам Миних выделил две бригады полевой артиллерии. Медленно, забрав весь огромный обоз, армия двигалась в трёх каре, «взяв дирекцию направо».
Впереди, под прикрытием огня артиллерии, шёл отряд генерал-лейтенанта Карла Бирона с правым крылом армии, который, забросав реку фашинами, соорудил 25 мостов для переправки армии. Преодолев реку во втором часу дня, отряд Карла Бирона занял высоты левого берега и организовал прикрытие переправы остальной армии. Турецкая кавалерия пыталась атаковать отряд и сходилась в бою с русскими гусарами. Благодаря поддержке артиллерии, все атаки были отбиты и не принесли туркам никакого результата. Вслед за правым крылом переправилась гвардия под началом Густава Бирона, затем кор-де-баталия, а следом — левое крыло под командой генерала Ульриха Левендаля. Переправа закончилась в 4 часа дня.
После переправы русская армия построилась в одно каре, внутри которого был весь обоз, и медленно двинулась на противника, постоянно останавливаясь из-за обоза. В пятом часу дня, когда армия проходила возле Ставучан, турки пошли в решительную атаку. С фронта атаковали 12 000—13 000 янычар, с правого фланга — турецкая конница. Русская армия остановилась и, огородившись рогатками, открыла ружейный и артиллерийский огонь. Турецкая конница, не выдержав огня, развернулась и ушла обратно за Ставучанский ручей. Из янычар только около 3000 человек достигли рогаток, но, не имея успеха, обратились в бегство. Опасаясь за свой обоз, Миних решил отказаться от преследования противника. Под впечатлением от провала атаки турецкие войска, занимавшие позиции, подожгли свой лагерь и спешно ушли в сторону Хотина. На поле осталась только кавалерия и крымские татары, которые ещё пытались атаковать противника.
В 7 часов вечера русская армия достигла турецких позиций и заняла лагерь противника. Тут Генж-Али-паша попытался сделать последнюю попытку атаковать русских. Собрав конницу, паша атаковал правый фланг Миниха, но огонь двух артиллерийских бригад расстроил турецкую кавалерию, так и не успевшую вступить в бой. После этого вся турецкая армия обратилась в бегство, преследуемая иррегулярными русскими войсками.

## Последствия
Целуйте ногу ту в слезах,

Что вас, агаряне, попрала,

Целуйте руку, что вам страх

Мечом кровавым показала.

Великой Анны грозной взор

Отраду дать просящим скор;

По страшной туче воссияет,

К себе повинность вашу зря.

К своим любовию горя,

Вам казнь и милость обещает.
Разгром был полный, турецкая армия была рассеяна. Большая часть турок, включая и хотинский гарнизон, под командой Вели-паши и Генж-Али-паши ушла к Бендерам, часть — к Пруту, а татары — в Буджак. Победителям достались 19 медных пушек, 4 мортиры, знамёна, множество снарядов и шанцевого инструмента, 1000 палаток, а также большое число повозок с продовольствием и запасы фуража. Русская армия заняла лагерь противника и пировала до глубокой ночи с криками: «Виват, Великая Государыня!»
Русские потери по официальной реляции составили: убитыми 13 человек, включая одного полковника Донского войска, и 54 ранеными, включая 6 офицеров. Столь малые потери граф Миних объяснял «храбростью российских солдат и сколько артиллерийский и траншейный огонь, которому они обучены». В то же время потери только Семёновского полка за 16—17 августа составили 43 человека убитыми и 102 ранеными, однако это суммарные потери полка не только в день сражения, но и за день до него. Густав Бирон, командовавший «демонстрационным» отрядом (в который входил и Семеновский полк) в своем рапорте утверждал что его отряд лишился лишь 2 человек ранеными. По оценке Керсновского общие потери русских войск в этом сражении составили не менее 1800—2000 человек. По оценкам Масловского официальные потери русской армии в 70 человек «вполне соответствуют обстоятельствам боя, поскольку русская пехота не входила в зону огня турецкой артиллерии». В современной работе Цыбакова указывается, что потери русских не достигали и нескольких десятков человек, в основном донских казаков.
Потери османской армии составили не менее 1000 человек убитыми, которых они оставили на поле боя. Богданович оценивает потери турок от 2000 до 15 000 убитыми и ранеными.
Следствием этой победы стала капитуляция Хотина. 30 августа комендант Колчак-паша сдал город по первому требованию графа Миниха. В связи с победным исходом битвы и взятием Хотина Михаилом Ломоносовым в Германии была написана знаменитая «Ода на взятие Хотина», отправленная в Петербург в качестве примера нового стихотворства.